# Рекітова (Караш-Северін)
Рекітова (рум. Răchitova) — село у повіті Караш-Северін в Румунії. Адміністративно підпорядковане місту Оравіца.
Село розташоване на відстані 355 км на захід від Бухареста, 31 км на південний захід від Решиці, 85 км на південний схід від Тімішоари.

## Населення
За даними перепису населення 2002 року у селі проживали 402 особи, з них 395 осіб (98,3%) румунів. Рідною мовою 395 осіб (98,3%) назвали румунську.